# Sagarika Ghose
Sagarika Ghose (Nuova Delhi, 8 novembre 1964) è una giornalista e scrittrice indiana, ha lavorato per The Times of India, Outlook e The Indian Express. È stata conduttrice televisiva in prima serata per BBC World su Question Time India, vicedirettrice della rete di notizie CNN-IBN ed è
consulente editoriale di I tempi dell'India.  Ghose ha vinto numerosi premi nel giornalismo ed è autrice di due romanzi: la biografia di Indira Gandhi, Indira: il primo ministro più potente dell'India e nel 2022 la biografia dell'ex primo ministro indiano, Atal Bihari Vajpayee.

## Biografia
Nata a Delhi, figlia di Bhaskar Ghose, ex funzionario amministrativo indiano ed ex direttore generale di Doordarshan, la rete televisiva pubblica indiana, e di Chitralekha Ghose. Due zie importanti: Arundhati Ghose, ex ambasciatrice e diplomatica, e Ruma Pal, ex giudice della Corte Suprema dell'India.  Ghose ha studiato alla Delhi Public School, RK Puram e ha conseguito la laurea in Storia presso il St. Stephen's College, Delhi. Vincitrice della borsa di studio Rhodes nel 1987, si è laureata in storia moderna presso il Magdalen College e ha conseguito un M.Phil. al St Antony's College di Oxford.

## Carriera
Dal 1991 ha lavorato come giornalista presso The Times of India, la rivista Outlook e The Indian Express ed è stata vicedirettrice e conduttrice in prima serata della rete di notizie CNN-IBN.  Nel 2004, è diventata la prima donna a ospitare Question Time India. I suoi scritti e le sue trasmissioni hanno aumentato la sua popolarità e anche le critiche dei telespettatori di destra.
L'intervista su Twitter di Ghose con Arvind Kejriwal dell'Aam Aadmi Party nel 2013 è stata la prima volta in cui un politico indiano ha rilasciato un'intervista sui social media prima delle urne. Ghose si è dimessa dalla CNN-IBN il 5 luglio 2014 dopo che la rete era stata acquisita dalla Reliance Industries ltd guidata da Mukesh Ambani.

### I suoi libri
Ghose è l'autrice di due romanzi, The Gin Drinkers, pubblicato nel 1998, e Blind Faith, nel 2004. The Gin Drinkers è stato pubblicato anche nei Paesi Bassi. Ha anche scritto nel 2017 una biografia dell'ex primo ministro indiano Indira Gandhi, Indira: il primo ministro più potente dell'India (Juggernaut Books) e nel 2022 la sua biografia dell'ex primo ministro indiano, Atal Bihari Vajpayee.
Nel suo libro di saggistica del 2018, Why I Am A Liberal: A Manifesto For Indians Who Believe in Individual Freedom, Ghose si descrive come una liberale che crede nello stato di diritto, nel governo limitato, nella istituzioni e libertà individuale. Sostiene la tesi secondo cui, sebbene la Repubblica dell'India sia stata fondata come democrazia liberale nel 1947, i successivi governi indiani per tutto il periodo post-indipendenza hanno cercato di attaccare la libertà individuale e aumentare notevolmente i poteri del governo, o i poteri di ciò che lei chiama il "grande stato" indiano.

## Premi e riconoscimenti
- 2017 - CH Mohammed Koya National Award per il giornalismo.[14]
- 2014 - The Rhodes Project ha incluso Ghose in un elenco di 13 donne famose Rhodes Scholars.[15]
- 2013 - ITA Best Anchor Award dalla Indian Television Academy (ITA).[16]
- 2013 - Il suo spettacolo Question Time Didi, un'interazione basata sul pubblico con il primo ministro del Bengala occidentale Mamata Banerjee e gli studenti, da cui Banerjee è uscito a metà lavoro, ha ricevuto l'NT Award per il miglior spettacolo di dibattito pubblico.[17]
- 2012 -  CF Andrews Award for Distinguished Alumnus dalla St Stephen's University.[18]
- 2005 - Aparajita Award per l'eccellenza nel giornalismo da FICCI Ladies Organisation.[19]

## Vita privata
È sposata dal 1994 con il giornalista e conduttore di notizie Rajdeep Sardesai, figlio dell'ex giocatore di cricket indiano Dilip Sardesai. Rajdeep e Sagarika hanno due figli, il figlio Ishan e la figlia Tarini.